# Atletisme als Jocs Olímpics d'estiu de 1904 - llançament de disc homes

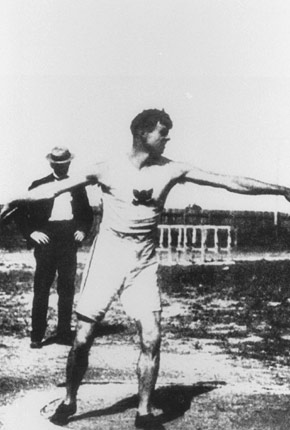
Martin Sheridan llançant el disc.

El llançament de disc masculí va ser una de les proves disputades durant els Jocs Olímpics de Saint Louis de 1904. La prova es va disputar el 3 de setembre de 1904 i hi van prendre part 6 atletes, de dues nacions diferents.
Sheridan i Rose van empatar en la primera posició, amb un millor llançament de 39,28 metres, que suposava un nou rècord olímpic. Per determinar la primera posició es va fer un llançament de desempat.

## Medallistes
| Or              | Plata      | Bronze              |
| Martin Sheridan | Ralph Rose | Nikolaos Georgantas |

## Rècords
Aquests eren els rècords del món i olímpic que hi havia abans de la celebració dels Jocs Olímpics de 1904.
| Rècord del Món | 43,21 metres (*) | Marius Eynard | París (FRA) | 2 de maig de 1903    |
| Rècord Olímpic | 36,04 metres     | Rudolf Bauer  | París (FRA) | 14 de juliol de 1900 |

(*) no oficial
Ralph Rose fou el primer a establir un nou rècord olímpic amb 39,28 metres. Aquesta mateixa marca fou igualada poc després per Martin Sheridan.

## Resultats
| Posició | Atleta              | Distància (m) | Desempat (m) |
| ------- | ------------------- | ------------- | ------------ |
| Or      | Martin Sheridan     | 39,28 OR      | 38,97        |
| Plata   | Ralph Rose          | 39,28 OR      | 36,74        |
| Bronze  | Nikolaos Georgantas | 37,68         |              |
| 4       | John Jesus Flanagan | 36,14         |              |
| 5       | John Biller         | desconeguda   |              |
| 6       | James Mitchel       | desconeguda   |              |

OR: Rècord olímpic